# Pterocephalus
Pterocephalus är ett släkte av tvåhjärtbladiga växter. Pterocephalus ingår i familjen Dipsacaceae.

## Bildgalleri

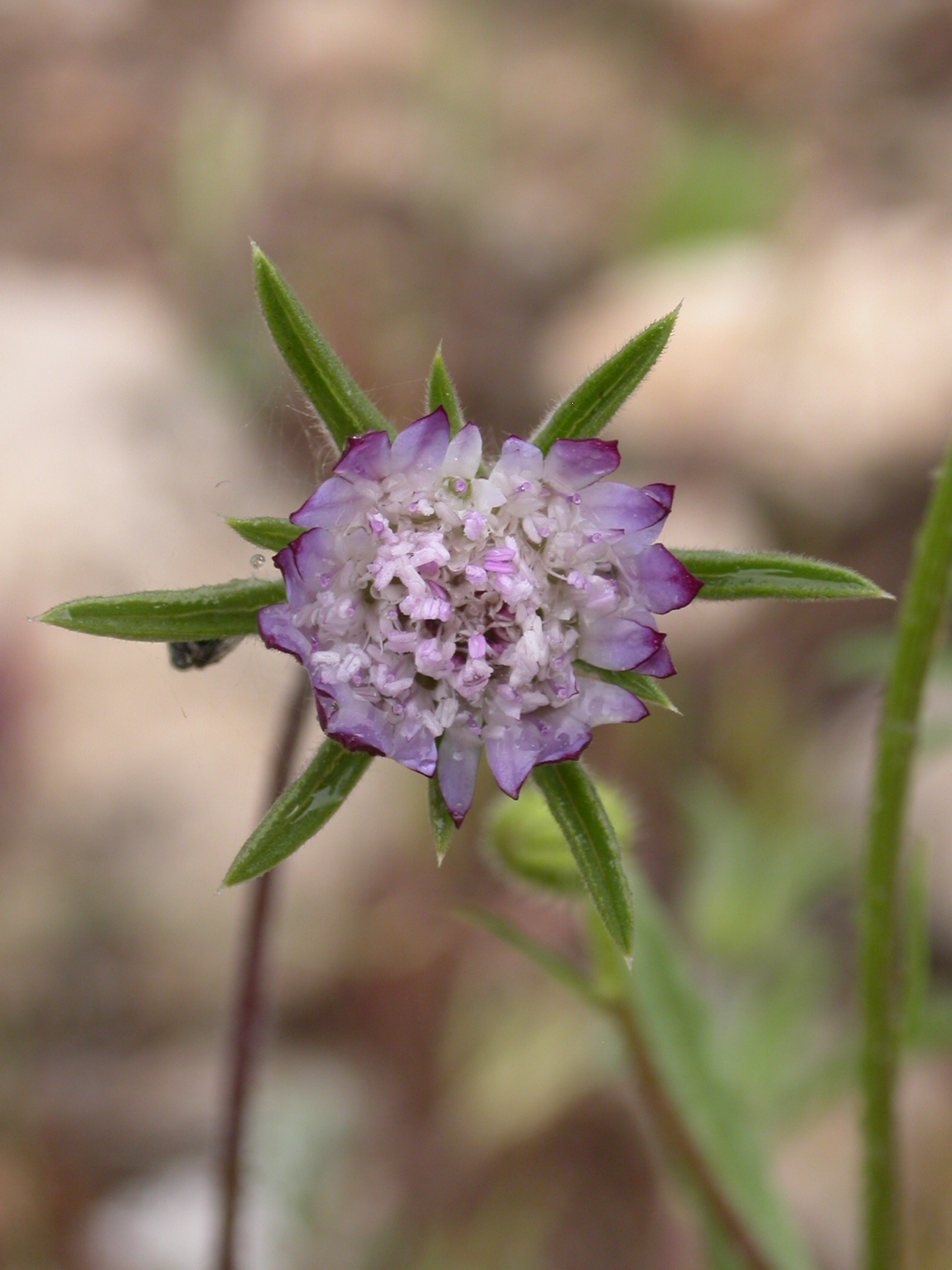
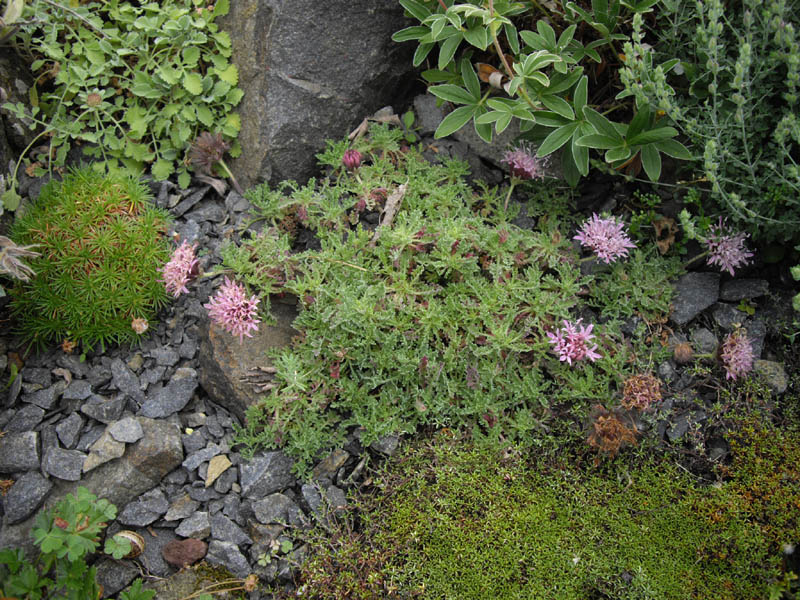
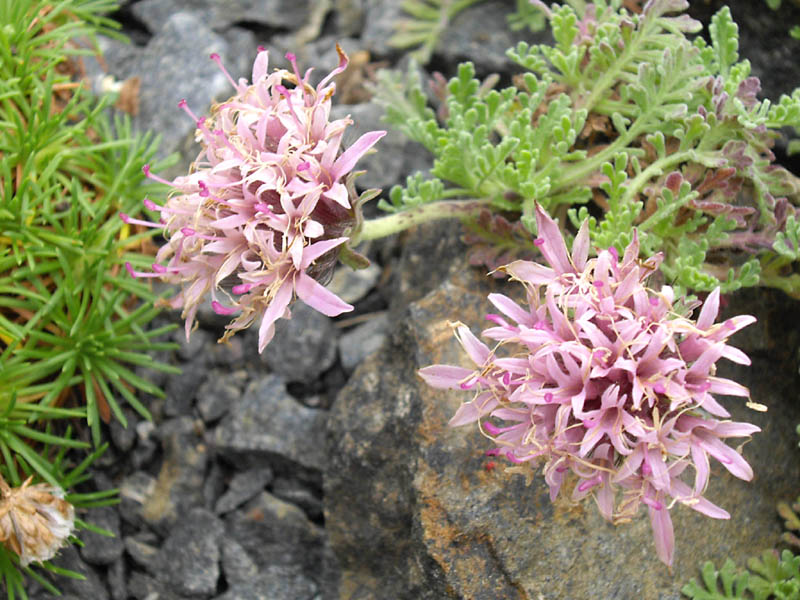
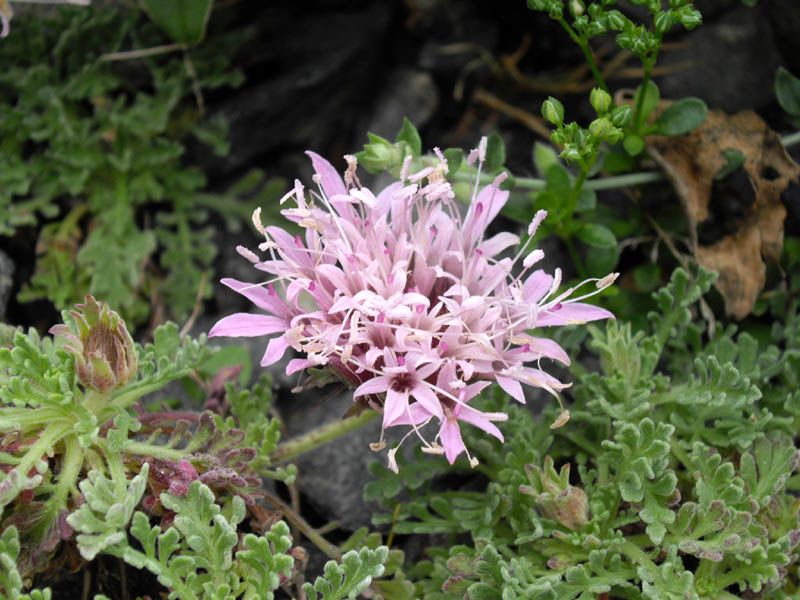
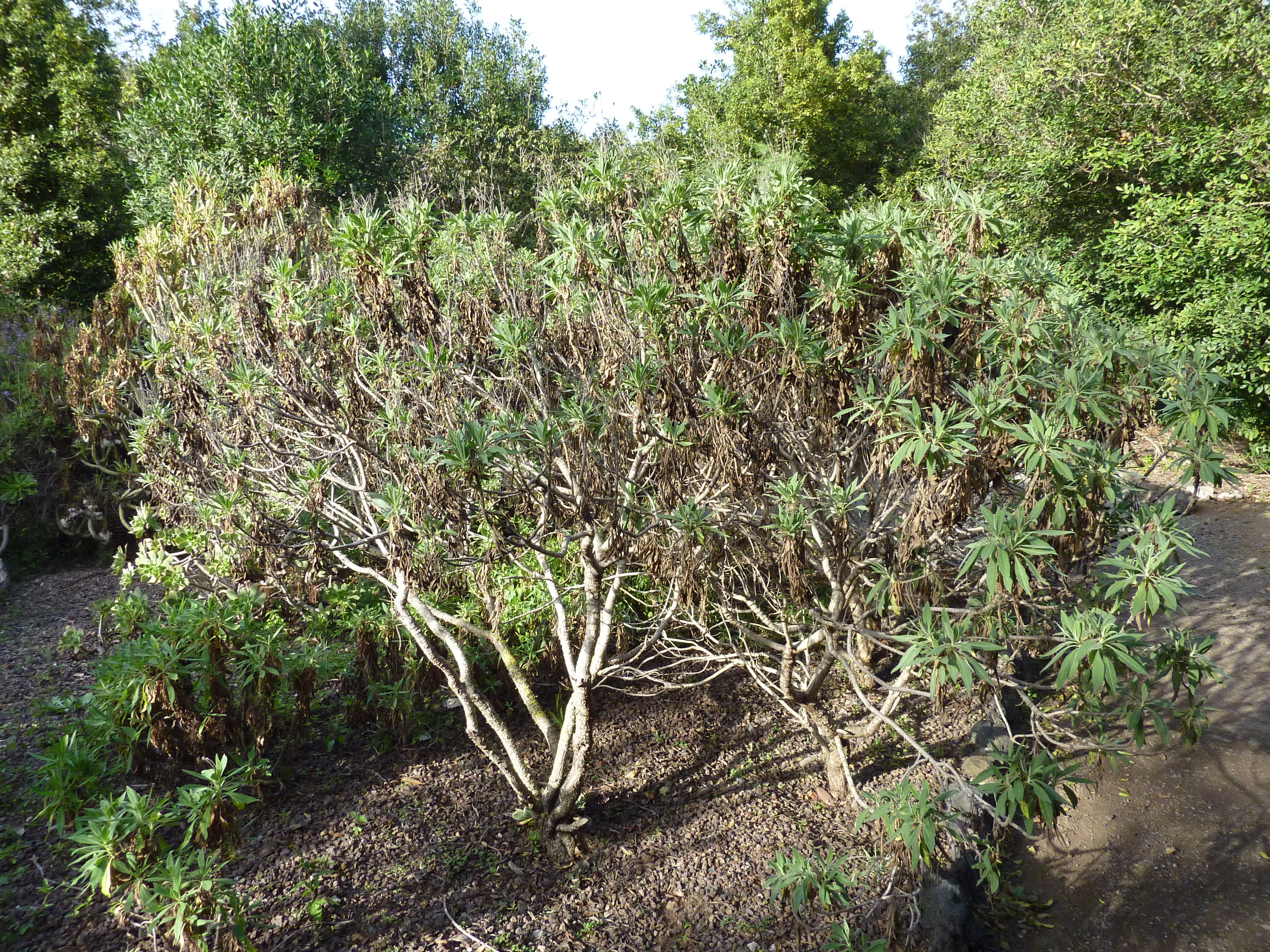
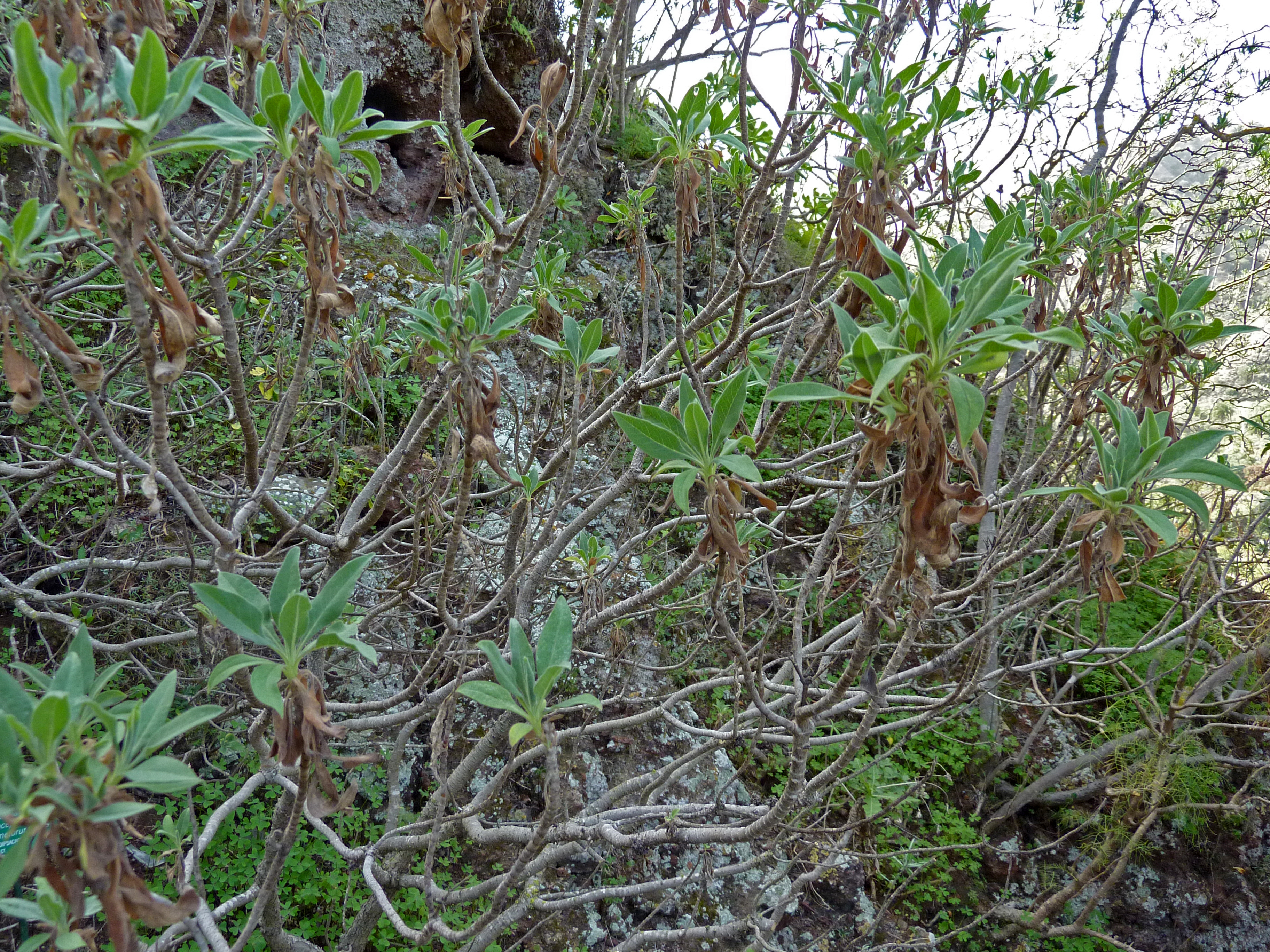

## Dottertaxa tillPterocephalus, i alfabetisk ordning[1]
- Pterocephalus afghanicus
- Pterocephalus arabicus
- Pterocephalus brevis
- Pterocephalus canus
- Pterocephalus depressus
- Pterocephalus diandrus
- Pterocephalus dumetorum
- Pterocephalus frutescens
- Pterocephalus fruticulosus
- Pterocephalus gedrosiacus
- Pterocephalus ghahremanii
- Pterocephalus glandulissimus
- Pterocephalus khorassanicus
- Pterocephalus kunkelianus
- Pterocephalus kurdicus
- Pterocephalus lasiospermus
- Pterocephalus laxus
- Pterocephalus lignosus
- Pterocephalus multiflorus
- Pterocephalus nestorianus
- Pterocephalus perennis
- Pterocephalus persicus
- Pterocephalus pinardii
- Pterocephalus plumosus
- Pterocephalus porphyranthus
- Pterocephalus pulverulentus
- Pterocephalus pyrethrifolius
- Pterocephalus sanctus
- Pterocephalus spathulatus
- Pterocephalus strictus
- Pterocephalus szovitsii
- Pterocephalus wendelboi
- Pterocephalus virens